# Premio Nacional de Letras de Argentina
El Premio Nacional de Letras es el máximo galardón para obras de literatura que se entrega en Argentina, formando parte de los Premios Nacionales de la Secretaría de Cultura desde 1913. Las obras premiadas corresponden a los géneros de: Poesía, Literatura Infantil, Novela y Cuento y Relato. Junto al Premio Municipal de Literatura de la Ciudad de Buenos Aires son los más importantes de la Argentina. 
Fue discontinuado en el año 2000, regresando a  partir de 2011. En 2018 se entregaron tres premios, correspondientes a ese mismo año, 2016 y 2017, debido a que el premio estuvo dos años sin otorgarse.

## Galardonados

### 1913-2000[2][3][4]
| Año  | Categoría         | Autor                      | Obra                                                   |
| ---- | ----------------- | -------------------------- | ------------------------------------------------------ |
| 1917 | Ensayo            | Miguel Ángel Cárcano       | Evolución histórica del régimen de la tierra pública   |
| 1920 |                   | Arturo Capdevila           |                                                        |
| 1921 | Poesía            | Ataliva Herrera            | Las vírgenes del sol                                   |
| 1923 |                   | Arturo Capdevila           |                                                        |
| 1924 |                   | Leopoldo Lugones           |                                                        |
| 1925 | Poesía            | Pedro Miguel Obligado      | El hilo de oro                                         |
| 1926 | Novela            | Hugo Wast                  | Desierto de piedra                                     |
| 1927 | Novela            | Ricardo Güiraldes          | Don Segundo Sombra                                     |
| 1930 | Ensayo            | Carlos Ibarguren           | De nuestra tierra, Juan Manuel de Rosas                |
| 1931 |                   | Arturo Capdevila           |                                                        |
| 1931 | Poesía            | Pedro Miguel Obligado      | La isla de los cantos                                  |
| 1932 | Poesía            | Ezequiel Martínez Estrada  |                                                        |
| 1938 | Poesía            | Baldomero Fernández Moreno | Dos poemas (1935) y Romances y Seguidillas (1936)      |
| 1939 | Novela            | Juan Pablo Echagüe         | Tres estampas de mi tierra y Por donde corre el Zonda. |
| 1941 | Poesía            | Luis Leopoldo Franco       | Suma                                                   |
| 1942 | Novela            | Eduardo Acevedo Díaz       | Cancha larga                                           |
| 1944 | Novela            | Ulyses Petit de Murat      | El balcón hacia la muerte                              |
| 1945 | Novela y poesía   | Eduardo Mallea             | Novela Las águilas y su poesía Rodeada está de sueño   |
| 1948 |                   | María de Villarino         | Luz de memorias                                        |
| 1950 | Poesía            | Fermín Estrella Gutiérrez  | Sonetos de la soledad del hombre                       |
| 1952 | Relatos y cuentos | Américo Barrios            | El viajero hechizado                                   |
| 1955 | Relatos y cuentos | Conrado Nalé Roxlo         | Las puertas del purgatorio                             |
| 1957 | Relatos y cuentos | Jorge Luis Borges          | El Aleph                                               |
| 1961 | Ensayo            | Carlos Mastronardi         | Formas de la realidad nacional                         |
| 1962 | Novela            | David Viñas                | Dar la cara                                            |
| 1963 | Novela            | Manuel Mujica Lainez       | Bomarzo                                                |
| 1970 | Relatos y cuentos | Adolfo Bioy Casares        | El gran serafín                                        |
| 1971 | Novela            | David Viñas                | Jauría                                                 |
| 1972 | Novela            | María Granata              | Los viernes de la eternidad                            |
| 1978 | Obra de teatro    | Carlos Gorostiza           | Los hermanos queridos                                  |
| 1982 | Cuentos y relatos | Isidoro Blaisten           | Dublín al sur                                          |
| 1982 | Novela            | Beatriz Guido              | Apasionados                                            |
| 1988 | Novela            | Jorge Riestra              | El opus                                                |
| 1992 | Novela            | Andrés Rivera              | La revolución es un sueño eterno                       |
| 1993 |                   | Héctor Dante Cincotta      |                                                        |
| 1996 | Cuentos y relatos | Isidoro Blaisten           | Al acecho                                              |
| 1997 | Novela            | María Esther de Miguel     | La amante del restaurador                              |
| 2000 | Novela            | Guillermo Saccomano        | El buen dolor                                          |
| 2005 | Novela            | Rodolfo Fogwill            | Vivir afuera                                           |

### Desde 2011
El primer premio consiste en monto en efectivo y una pensión vitalicia al momento de jubilarse, equivalente a cinco jubilaciones mínimas. El segundo y el tercero reciben un monto en efectivo.
La edición de 2018 contó con la particularidad de hacer tres entregas juntas, la correspondiente a ese año y la de los años pendientes: 2016 y 2017.
| Año  | Categoría           | 1º premio                                                        | 2º premio                                   | 3º premio                                                           |
| ---- | ------------------- | ---------------------------------------------------------------- | ------------------------------------------- | ------------------------------------------------------------------- |
| 2011 | Poesía              | Diana Bellesi por Tener lo que se tiene                          | Arturo Carrera por Las cuatro estaciones    | Hugo Gola Massola por Retomas                                       |
| 2012 | Literatura infantil | Pablo De Santis por El juego del laberinto                       | Verónica Sukaczer por Hay que ser animal    | Ruth Kaufman por Nadie les discute el trono                         |
| 2013 | Novela              | Perla Suez por Humo rojo                                         | Jorge Consiglio por Pequeñas intenciones    | Oliverio Coelho por Un hombre llamado Lobo                          |
| 2014 | Cuento y relato     | Ana María Shua por Fenómenos de circo                            | Sergio Gabriel Chejfec por Modo linterna    | Elvio E. Gandolfo por Cada vez más cerca                            |
| 2015 | Poesía              | Jorge Aulicino por Libro del engaño y del desengaño              | Jorge Leónidas Escudero por Atisbos         | Hugo Padeletti por Osaturas: 1969-2008                              |
| 2016 | No se realizó       | No se realizó                                                    | No se realizó                               | No se realizó                                                       |
| 2017 | No se realizó       | No se realizó                                                    | No se realizó                               | No se realizó                                                       |
| 2018 | Literatura infantil | Edelberto Sergio Aguirre por La señora Pinkerton ha desaparecido | Juan Manuel Lima por Botánica poética       | Nelvy Elizabeth Bustamante por Adentro de este dedal hay una ciudad |
| 2018 | Novela              | Daniel Guebel por El absoluto                                    | Gustavo Ferreyra por La familia             | Claudia Piñeiro por Un comunista en calzoncillos.                   |
| 2018 | Cuento y relato     | Liliana Mabel Heker por Cuentos reunidos                         | Marcelo Cohen de Levis por Relatos reunidos | Mariana Enríquez por Las cosas que perdimos en el fuego             |
| 2019 | Poesía              | Susana Villalba por La bestia ser                                | Silvio Mattoni por Tanatocresis             | Bárbara Belloc por Canódromo                                        |
| 2020 | Literatura infantil | Martín Blasco por En la senda del contrario                      | María Sofía Wenicke por Contracorriente     | Melina Pogorelsky por Si te morís, te mato                          |
| 2021 | Novela              | Jorge Accame por Contrafrente                                    | Luis Sagasti por Una ofrenda musical        | Mariana Docampo por V                                               |
| 2022 | Cuento y relato     | Sergio Bizzio por La conquista, Iris y Construcción              | Santiago Craig por Animales                 | Luisa Valenzuela por El chiste de Dios                              |